# 东京大学史料编纂所

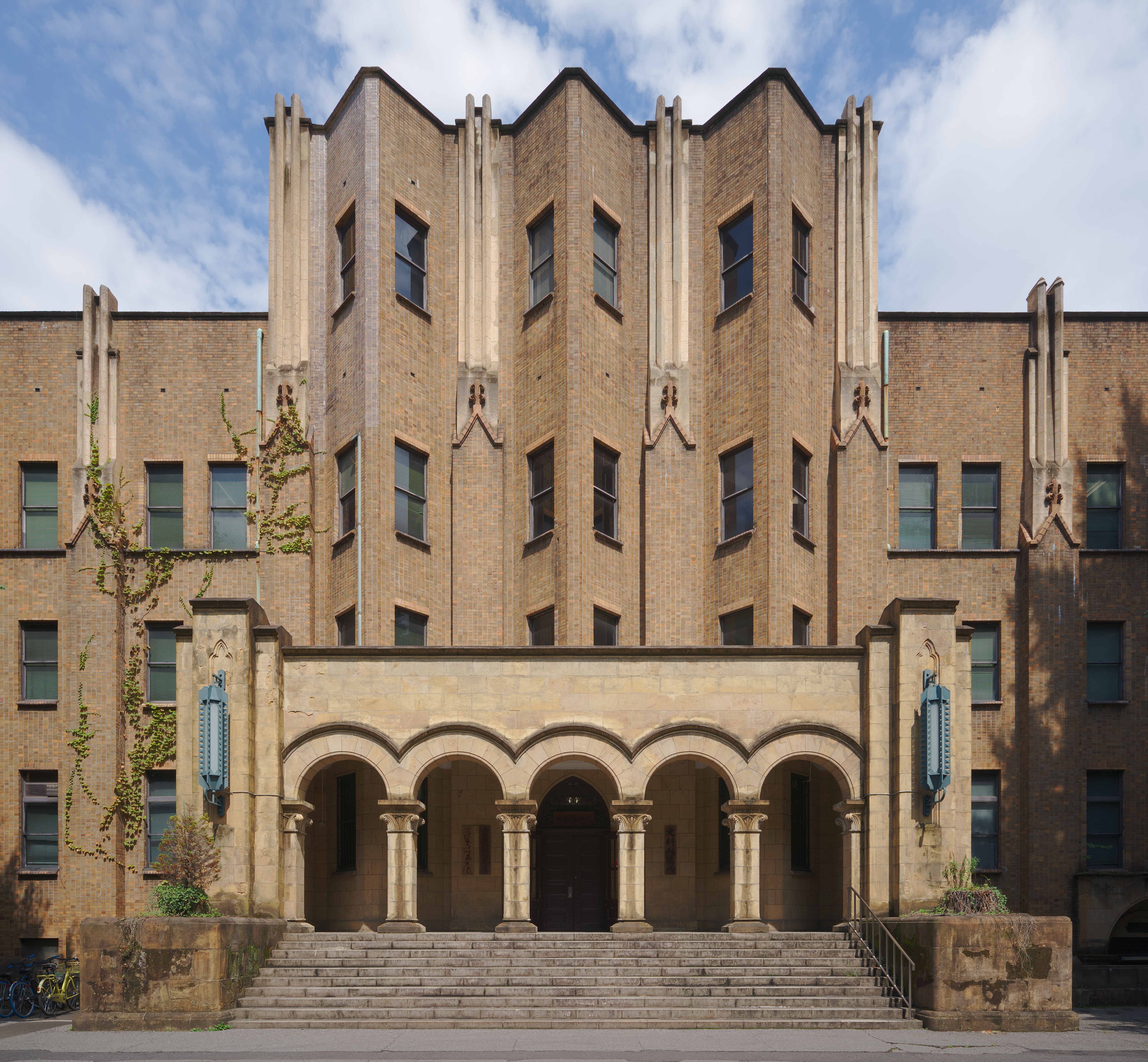
东京大学史料编纂所

东京大学史料编纂所（英語：Historiographical Institute, the University of Tokyo）是东京大学的附属研究所。

## 历史
前身是1793年由塙保己一建立的和学讲谈所，明治维新后日本政府开始注重修史事业，逐渐成为东京大学的修史机构，1929年改为现在名字。主要负责日本国内外的史料收集、复印、阅读理解、情报、管理、出版、公开等。

## 组织
设有古代史料部门、中世史料部门、近世史料部门、古文书古记录部门和特殊史料部门。